# Erlis
Erlis ist ein Ortsteil des oberschwäbischen Marktes Markt Rettenbach im Landkreis Unterallgäu in Bayerisch-Schwaben.

## Lage
Der Weiler Erlis liegt etwa vier Kilometer nordöstlich vom Hauptort Markt Rettenbach entfernt, mit dem es durch die Staatsstraße 2013 verbunden ist. Westlich von Erlis fließt der Auerbach. Die Fluren um die Ortschaft werden landwirtschaftlich genutzt.

## Geschichte
Erstmals erwähnt wurde der Ort 1437, als ihn die Familie Leutkircher aus Memmingen erwarb. Diese verkaufte 1544 die geistliche Obrigkeit an das Unterhospital zu Memmingen. Der Weiler ging 1474 an Hans Funk, der ihn 1527 an Hans Ehinger verkaufte. Dieser veräußerte den Ort 1546 an Hans Vöhlin, bis er schließlich 1584 an Jakob Fugger verkauft wurde. Mit der Rheinbundakte 1806 kam der Ort zu Gottenau. Diese Gemeinde wurde am 1. Mai 1978 in den Markt Rettenbach eingegliedert.